# Carne de porco à alentejana

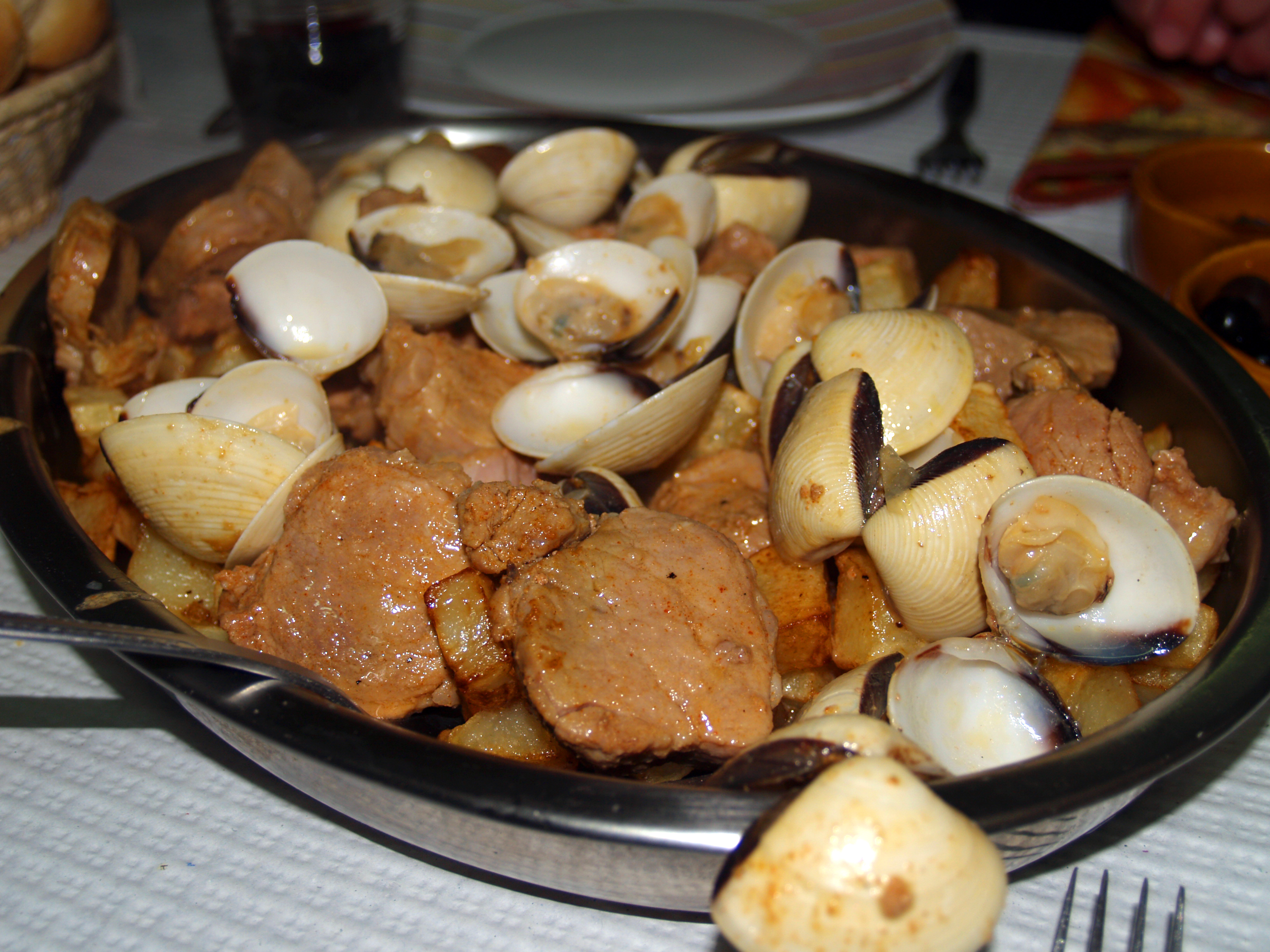
Carne de porco à alentejana.

La carne de porco à alentejana es uno de los más tradicionales y populares platos de cerdo de la cocina portuguesa. Como indica su nombre, es una receta típica del Alentejo. Se trata de una combinación de cerdo y almejas, con patata y cilantro.
Normalmente se marinan unos 800 g de carne durante cuatro horas en vino blanco, pimentón, ajo picado, cilantro, hoja de laurel y sal y pimienta. Entonces se fríe hasta dorarla, momento en el que se añaden las almejas, cocinándola dos minutos más. Este plato se sirve tradicionalmente con patatas fritas en dados o cocidas.
- Datos: Q2939736
- Multimedia: Carne de porco a Alentejana / Q2939736